# Okresní soud v Kladně
Okresní soud v Kladně je okresní soud se sídlem v Kladně, jehož odvolacím soudem je Krajský soud v Praze. Rozhoduje jako soud prvního stupně ve všech trestních a civilních věcech, ledaže jde o specializovanou agendu (nejzávažnější trestné činy, insolvenční řízení, spory ve věcech obchodních korporací, hospodářské soutěže, duševního vlastnictví apod.), která je svěřena krajskému soudu.

## Budova
Hlavní budova soudu se nachází v historické budově někdejší revírní bratrské pokladny na náměstí Edvarda Beneše, vedlejší budova (pro věci dědické, exekuční, opatrovnické a platebních rozkazů) je umístěna tamtéž. Revírní bratrskou pokladnu postavil architekt Alois Dryák v letech 1923–1924 ve stylu dekorativismu. Jde o trojkřídlou dvoupatrovou stavbu s valbovou střechou, výrazným středovým rizalitem a tematickou štukovou výzdobou. Budova je chráněna jako kulturní památka. V letech okupace byla sídlem oberlandratu, poté některých odborů okresního národního výboru a po roce 1960 zde úřadoval sekretariát okresního výboru KSČ. Okresní soud od něj budovu převzal roku 1987.

## Soudní obvod
Obvod Okresního soudu v Kladně se zcela neshoduje s okresem Kladno, patří do něj území těchto obcí:
Běleč •
Běloky •
Beřovice •
Bílichov •
Blevice •
Brandýsek •
Braškov •
Bratronice •
Buštěhrad •
Cvrčovice •
Černuc •
Doksy •
Dolany •
Drnek •
Družec •
Dřetovice •
Dřínov •
Hobšovice •
Horní Bezděkov •
Hořešovice •
Hořešovičky •
Hospozín •
Hostouň •
Hradečno •
Hrdlív •
Hřebeč •
Chržín •
Jarpice •
Jedomělice •
Jemníky •
Kačice •
Kamenné Žehrovice •
Kamenný Most •
Kladno •
Klobuky •
Kmetiněves •
Knovíz •
Koleč •
Královice •
Kutrovice •
Kvílice •
Kyšice •
Ledce •
Lhota •
Libochovičky •
Libovice •
Libušín •
Lidice •
Líský •
Loucká •
Makotřasy •
Malé Kyšice •
Malé Přítočno •
Malíkovice •
Neprobylice •
Neuměřice •
Olovnice •
Otvovice •
Páleč •
Pavlov •
Pchery •
Pletený Újezd •
Plchov •
Podlešín •
Poštovice •
Pozdeň •
Přelíc •
Řisuty •
Sazená •
Slaný •
Slatina •
Smečno •
Stehelčeves •
Stochov •
Stradonice •
Studeněves •
Svárov •
Svinařov •
Šlapanice •
Třebichovice •
Třebíz •
Třebusice •
Tuchlovice •
Tuřany •
Uhy •
Unhošť •
Velká Dobrá •
Velké Přítočno •
Velvary •
Vinařice •
Vraný •
Vrbičany •
Zájezd •
Zákolany •
Zichovec •
Zlonice •
Zvoleněves •
Želenice •
Žilina •
Žižice